# Biografielijst Ve

## Vea
- Zach Veach (1994), Amerikaans autocoureur

## Vec
- Constant Vecht (1947-2020), Nederlands journalist
- Nathan Vecht (1977), Nederlands cabaretier

## Ved
- Eddie Vedder (1964), Amerikaans rockzanger
- Els Veder-Smit (1921-2020), Nederlands politica

## Vee

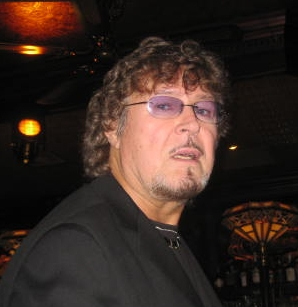
Piet Veerman

- Sem Veeger (1991), Nederlands actrice
- Anne van Veen (1983), Nederlands kleinkunstzangeres
- Babette van Veen (1968), Nederlands actrice en zangeres
- Chris van Veen (1922-2009), Nederlands politicus en werkgeversvoorzitter
- Fiel van der Veen (1945), Nederlands illustrator
- Gerrit van der Veen (1902-1944), Nederlands beeldhouwer en verzetsstrijder
- Gian van Veen (2002), Nederlands darter
- Hanneke van Veen (1943), Nederlands schrijver
- Harm Veen (1935), Nederlands publicist
- Harm van de Veen (1945-1991), Nederlands ecoloog
- Herman van Veen (1945), Nederlands musicus en theatermaker
- Jan van Veen (1944-2024), Nederlands radio-dj
- José van der Veen (1980), Nederlands atlete
- Leo van Veen (1946), Nederlands voetballer en voetbaltrainer
- Meine van Veen (1893-1970), Nederlands leraar en politicus
- Remco van der Veen (1973), Nederlands fotomodel en televisiepresentator
- Rie van Veen (1923), Nederlands zwemster
- Ru van Veen (1912-1988), Nederlands musicus
- Thijs van Veen (1920-2006), Nederlands journalist en (straf)rechtsgeleerde
- Stephan Veen (1970), Nederlands hockeyer
- Tom Veen (1942–2014), Nederlands politicus
- Fia van Veenendaal-van Meggelen (1918-2005), Nederlands politicus
- Klaas R. Veenhof (1935-2023), Nederlands assyrioloog
- Lies Veenhoven (1919-2001), Nederlands kunstschilder en illustrator
- Tjeerd Veenhoven (1976), Nederlands industrieel ontwerper
- Coen van Veenhuijsen (1886-1977), Nederlands atleet
- Mark Veens (1978), Nederlands zwemmer
- Froukje Veenstra (2001), Nederlands singer-songwriter
- Willy Veenstra (1947-2024), Nederlands voetballer
- Arie van der Veer (1942-2024), Nederlands predikant en omroepvoorzitter
- Drikus Veer (1918-2011), Nederlands motorcoureur
- Gerrit de Veer (1570-1598), Nederlands scheepstimmerman
- Holkje van der Veer (1960-2022), Nederlands theologe en schrijfster
- Janneke van der Veer (1953), Nederlands schrijfster
- Jeroen van der Veer (1947), Nederlands topman
- Cees Veerman (1949), Nederlands politicus
- Cees Veerman (1943-2014), Nederlands muzikant
- Cor Veerman, Dekker (1947-2024), Nederlands musicus
- Hans Veerman (1933-2014), Nederlands acteur
- Jan Veerman (1948-2025), Nederlands zanger
- Piet Veerman (1943), Nederlands zanger

## Veg

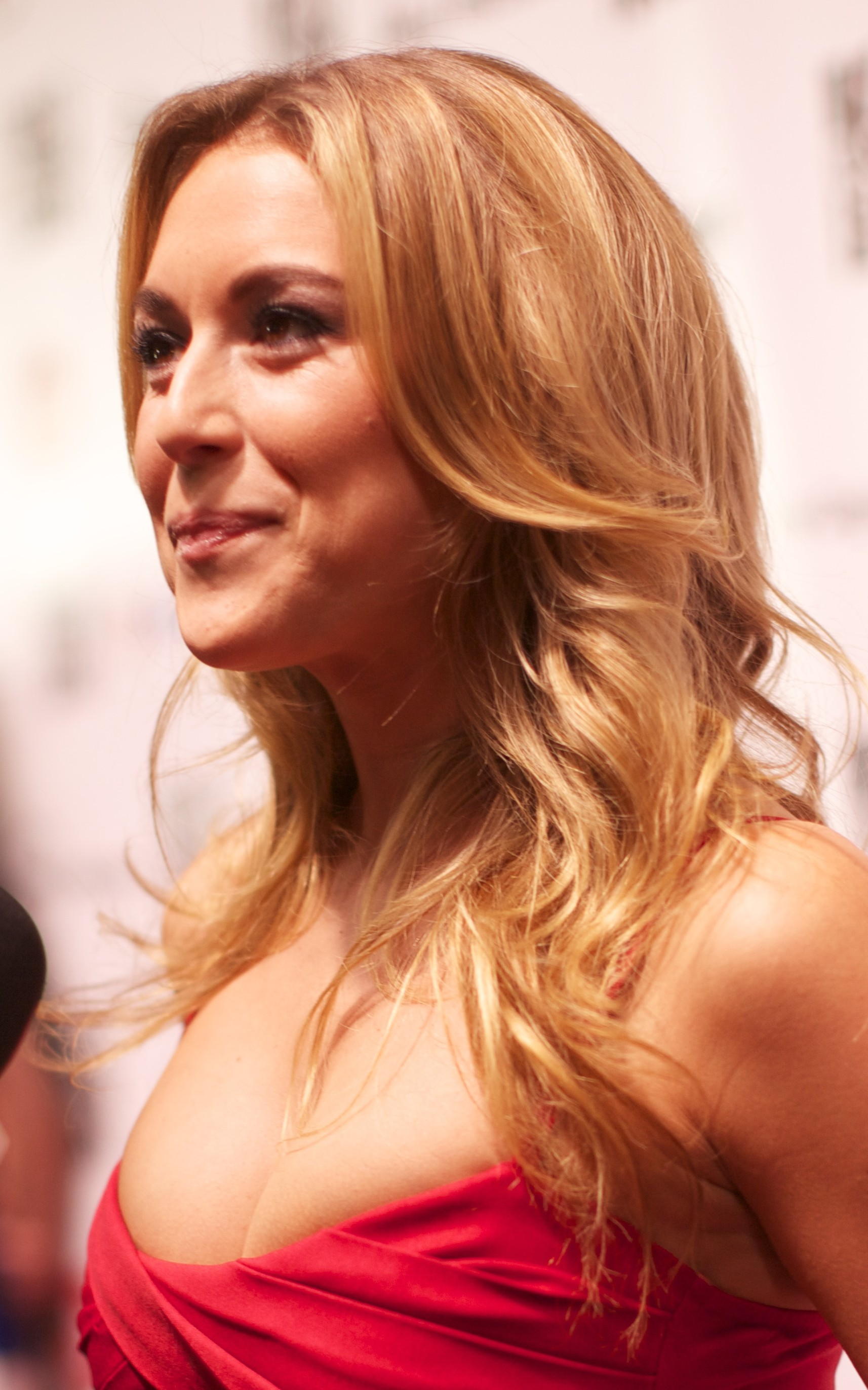
Alexa Vega

- Alexa Vega (1988), Amerikaans actrice
- Gerardo Clemente Vega García (1940-2022), Mexicaans generaal en politicus.
- Jurij Vega (1754-1802), Sloveens wis- en natuurkundige
- Makenzie Vega (1994), Amerikaans actrice
- Marcelo Vega (1971), Chileens voetballer
- Lorenzo Veglia (1996), Italiaans autocoureur
- Anna van der Vegt (1903-1983), Nederlands gymnaste
- Anne Vegter (1958), Nederlands dichteres en schrijfster

## Vei
- Joan Veijer (1976), Nederlands motorsportcoureur
- Jussi Veikkanen (1981), Fins wielrenner
- Bob Veith (1926-2006), Amerikaans autocoureur

## Vej
- Hrvoje Vejić (1977), Kroatisch voetballer
- Marko Vejinović (1990), Nederlands voetballer
- VEJO (1945), Belgisch tekenaar en cartoonist; pseudoniem van Jos Verhulst

## Vek
- Elien Vekemans (2001), Belgisch atlete
- Donna Vekić (1996), Kroatisch tennisspeelster
- Michail Vekovisjtsjev (1998), Russisch zwemmer

## Vel

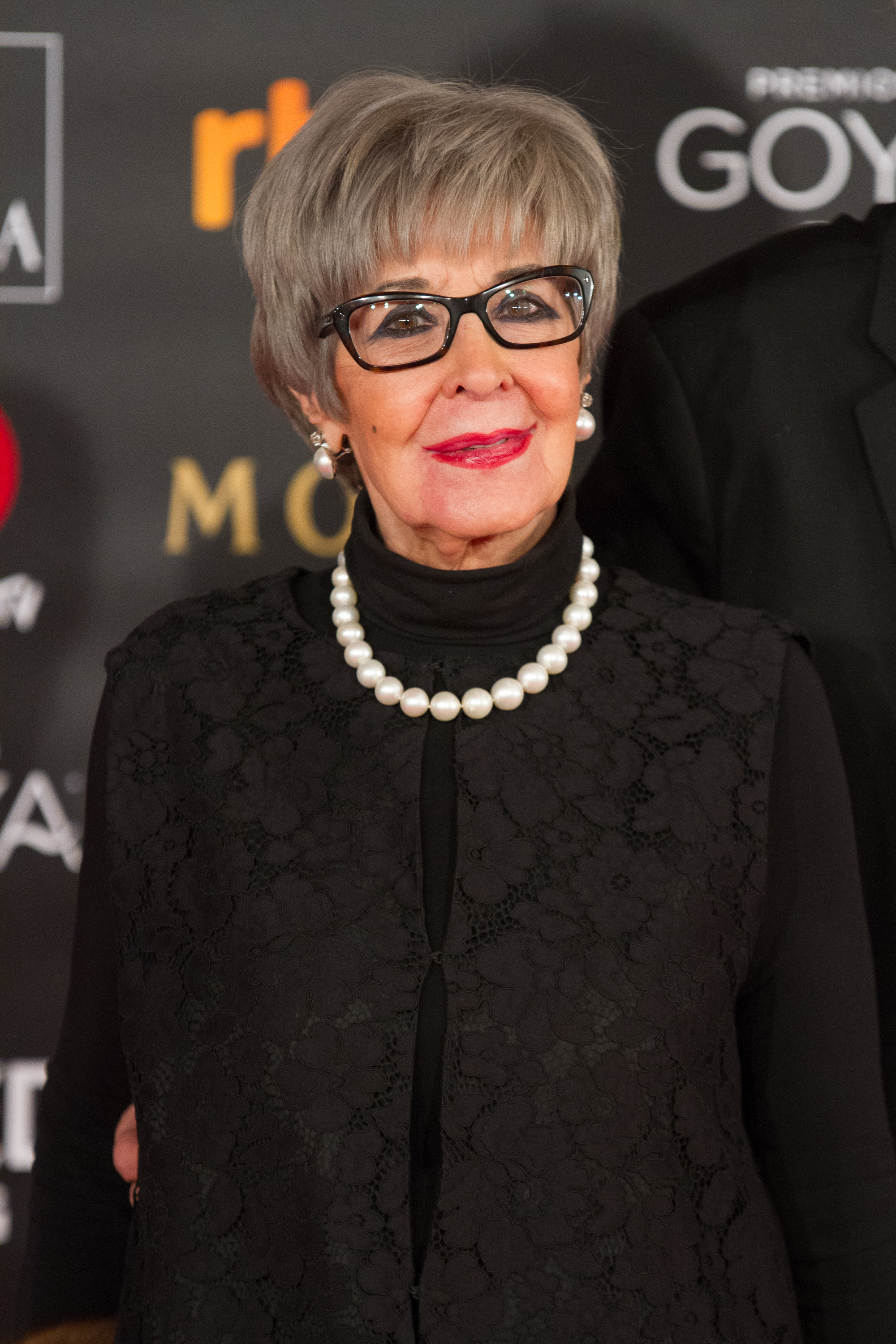
Concha Velasco

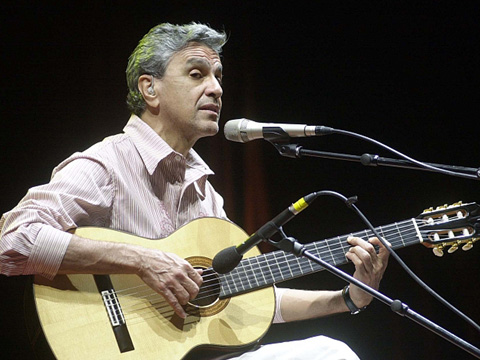
Caetano Veloso

- Concha Velasco (1939-2023), Spaans actrice, zangeres en presentatrice
- Ali Akbar Velayati (1945), Iraans kinderarts en politicus
- Consuelo Velázquez (1924-2005), Mexicaans componiste
- Rosalina Tuyuc Velásquez (1956), Guatemalteeks mensenrechtenverdedigster en politica
- Diego Velázquez de Cuéllar (1465-1524), Spaans ontdekkingsreiziger en bestuurder
- Elske ter Veld (1944-2017), Nederlands politica
- Roelof Veld (1944), Nederlands atleet
- Sophie in 't Veld (1963), Nederlands politica
- Henk de Velde (1949-2022), Nederlands zeezeiler en filosoof
- Jan op den Velde (1931-2022), Nederlands roeier
- Henk te Velde (1959), Nederlands historicus
- Harmanus Johannes Groote Balderhaar ten Velde (1884-1922), Nederlands politicus
- Feike ter Velde (1940), Nederlands evangelist, (radio)presentator en publicist
- Peter ter Velde (1964), Nederlands journalist en schrijver
- Adriaan van Velde (1991), Nederlands schaatser
- Bram van Velde (1895-1981), Nederlands kunstschilder
- Geer van Velde (1898-1977), Nederlands kunstschilder
- Gerard van Velde (1971), Nederlands schaatser
- Hans van Velde (1954), Nederlands journalist
- Jacoba van Velde (1903-1985), Nederlands schrijfster
- Jan van Velde tot Melroy en Sart-Bomal (1743-1824), Zuid-Nederlands edelman en geestelijke
- Abraham van de Velde (1614-1677), Nederlands predikant
- Adriaen van de Velde (1636-1672), Nederlands kunstschilder
- Charles William Meredith van de Velde (1818-1898), Nederlands militair
- Esaias van de Velde (1587-1630), Nederlands kunstschilder en graveur
- Henri van de Velde (1896-1969), Nederlands kunstschilder en tekenaar
- Henri Adolphe van de Velde (1855-1919), Nederlands politicus
- Jan van de Velde (1568-1623), Nederlands kalligraaf
- Jan van de Velde (1593-1641), Nederlands kunstschilder en tekenaar
- Jan van de Velde (1620-1662), Nederlands kunstschilder en tekenaar
- Jean van de Velde (1957), Nederlands filmregisseur, filmproducent en scenarioschrijver
- Jonna van de Velde (2001), Nederlands voetbalster
- Leendert Jacob (Leen) van de Velde (1926-2014), Nederlands voetballer
- Piet van de Velde (1897-1945), Nederlands arts en verzetsstrijder
- Pieter Abraham van de Velde (1913-2001), Nederlands ingenieur, waterbouwkundige en hoogleraar
- Robbert-Jan van de Velde (1986), Nederlands radio-dj
- Senne van de Velde (2005), Nederlands voetbalster
- Steven van de Velde (1994), Nederlands beachvolleybalspeler
- Theodoor Hendrik van de Velde (1873-1937), Nederlands arts en gynaecoloog
- Willem van de Velde de Oude (ca. 1611-1693), Nederlands kunstschilder
- Willem van de Velde de Jonge (1633-1707), Nederlands kunstschilder
- Yannick van de Velde (1989), Nederlands acteur
- Ger van de Velde-de Wilde (1955), Nederlands politicus
- Maerten van den Velde (1603-1639), Nederlands priester en martelaar
- Alain van der Velde (1985), Nederlands wielrenner
- Chris van der Velde (1964), Nederlands golfer
- Cor van der Velde (1894-1976), Nederlands voetballer
- Fokje van der Velde (1918-2008), Nederlands schaatsster
- Frank van der Velde (1974), Nederlands presentator
- Harry van der Velde (1908-1977), Nederlands accordeonist
- Johan van der Velde (1956), Nederlands beroepswielrenner
- Jonas Jacob van der Velde (1887-1980), Nederlands politicus
- Jurjen van der Velde (2002), Nederlands darter
- Peter van der Velde (1918-2004), Nederlands schrijver
- Peter van der Velde (1967), Nederlands shorttracker
- René van der Velde (1959-2015), Nederlands schrijver
- Ricardo van der Velde (1987), Nederlands wielrenner en veldrijder
- Rieks van der Velde (1961), Nederlands componist, arrangeur en dirigent
- Riemer van der Velde (1940), Nederlands sportbestuurder
- Rien van der Velde (1957), Nederlands politicus
- Rink van der Velde (1932-2001), Nederlands journalist en schrijver
- Suzanne van der Velde (1972), Nederlands zangeres, ook bekend onder de artiestennaam Susanna Fields
- Theo van der Velde (1963), Nederlands wielrenner
- Wim van der Velde (1927-2020), Nederlands filmregisseur
- Marina van der Velde-Menting (1953), Nederlands politica
- Gerry van der Velden (1947), Nederlands beeldhouwer
- Nick van der Velden (1981), Nederlands voetballer
- Willem van der Velden (1942-2013), Nederlands politicus
- Agnes van Veldenz (?-na 1398), Duits gravin
- Aat Veldhoen (1934-2018), Nederlands kunstschilder
- Annie Veldhuijzen (1925-2012), Nederlands zwemster
- Eelco Veldhuijzen (1984), Nederlands atleet
- Reimer Veldhuis (1977), Nederlands advocaat
- Jacob Veldhuyzen van Zanten (1927-1977), Nederlands piloot
- Bart Veldkamp (1967), Nederlands-Belgisch langebaanschaatser
- Frans Veldman (1921-2010), Nederlands fysiotherapeut, grondlegger haptonomie
- Flip Veldmans (1949-2018), Nederlands componist en organist
- Jan Hendrik Velema (1917-2007), Nederlands predikant, radiopresentator en omroepvoorzitter
- Simón Vélez (1949), Colombiaans architect
- Dorin Dumitru Velicu (1986), Roemeens skeletonracer
- Kars Veling (1948-2025), Nederlands onderwijsbestuurder en politicus
- Ioannis Alexandres Veliotes (1921-2012), Amerikaans zanger en componist
- Peter Velits (1985), Slowaaks wielrenner
- Kees Vellekoop (1952-2013), Nederlands activist
- Michel Velleman (1895-1943), Nederlands goochelaar en illusionist
- Dirk Vellenga (1947-2007), Nederlands journalist, publicist en schrijver
- Caetano Veloso (1942), Braziliaans componist en zanger
- Jose Maria Veloso (1886-1969), Filipijns politicus
- Ria van Velsen (1939), Nederlands turnster
- Ria van Velsen (1943), Nederlands zwemster
- Rune Velta (1989), Noors schansspringer
- Michael Velter (1980), Belgisch atleet
- Bas van Velthoven (1985), Nederlands zwemmer
- Max Velthuijs (1923-2005), Nederlands kinderboekenschrijver en illustrator
- Piet Velthuizen (1986), Nederlands voetballer
- Diederik van  Veldhuyzen (1651-1716), Kanunnik en president van de Staten van Utrecht
- Joël Veltman (1992), Nederlands voetballer
- Martin Veltman (1928-1995), Nederlands dichter en (reclame)tekstschrijver
- Martinus Veltman (1931-2021), Nederlands natuurkundige en Nobelprijswinnaar
- Annie van Velzen (1894–1967), Nederlands inspectrice van de Kinderpolitie en verzetsvrouw
- Krista van Velzen (1974), Nederlands politica
- Wim van Velzen (1938-2020), Nederlands Europarlementariër

## Ven

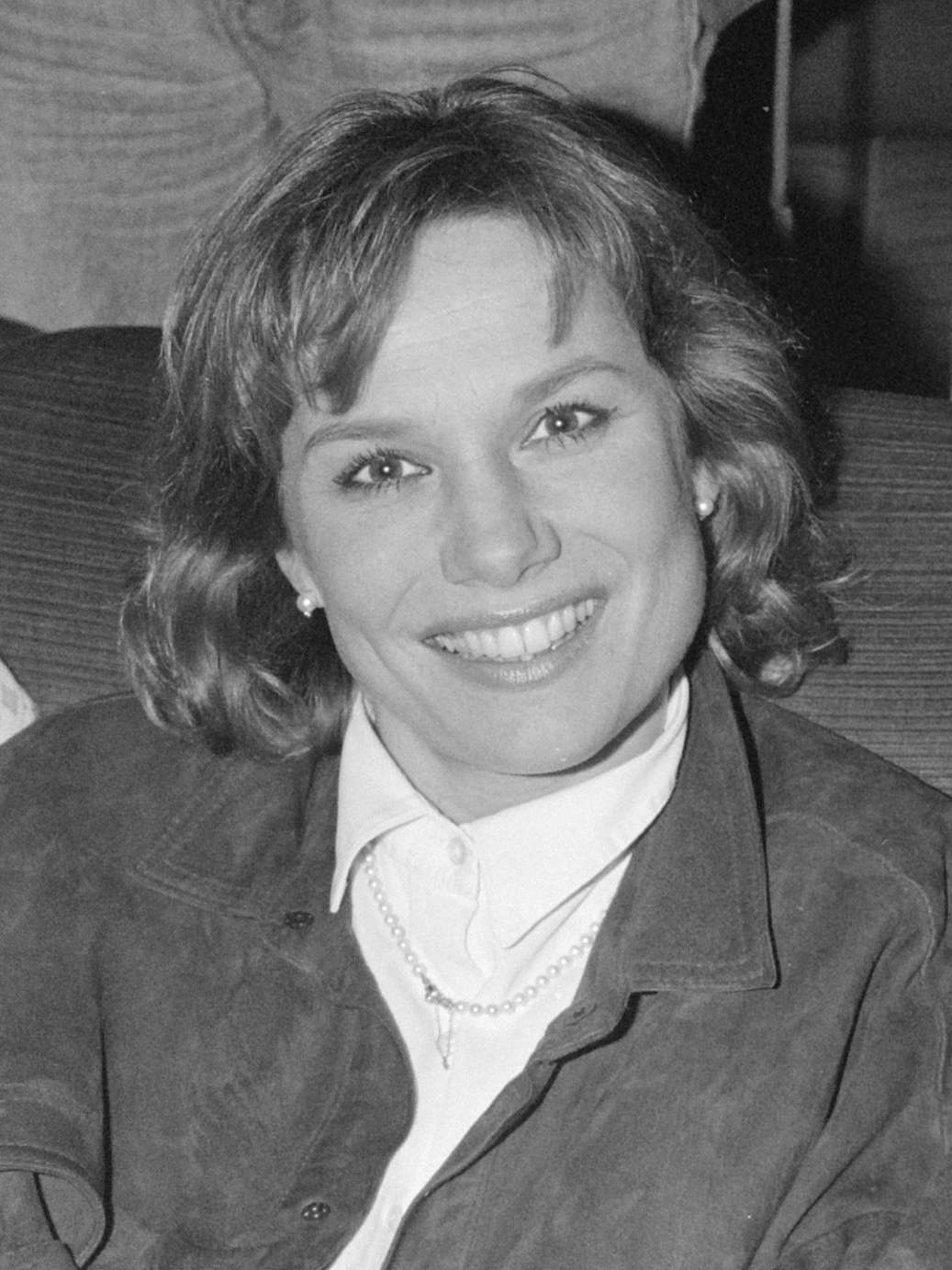
Monique van de Ven

- Caroline Ven (1971), Belgisch econoom en bestuurder
- Cornelis Dirk Ven (1898-1981), Nederlands kunstschilder
- Abdul-Jabbar van de Ven (1977), Nederlands islamitisch prediker
- Annemieke van de Ven (1958), Nederlandse bestuurster en politica
- Antoon van de Ven (1867-1934), Nederlands politicus
- Cornelis van de Ven (1865-1932), Nederlands bisschop
- Dennis van de Ven (1973), Nederlands regisseur, acteur, schrijver, zanger, cabaretier en televisiemaker
- Ella van de Ven (1945), Nederlands beeldhouwster
- Gerard van de Ven (1913-1996), Nederlands politicus
- Gerard van de Ven (1941-2017), Nederlands geograaf en hoogleraar
- Hans van de Ven (1958), Nederlands sinoloog
- Henny van de Ven (1954), Nederlands voetballer
- Jan van de Ven (1925-2013), Nederlands ondernemer en politicus
- Jos van de Ven (1872-1947), Nederlands politicus en bierbrouwer
- Judocus van de Ven (1803-1867), Nederlands burgemeester
- Kirsten van de Ven (1985), Nederlands voetbalster
- Lambertus van de Ven (1746-1801), Nederlands burgemeester
- Lidwien van de Ven (1963), Nederlands kunstenares en fotografe
- Lisette van de Ven (1969), Nederlands beachvolleybalster
- Marcel van de Ven (1930-2000), Nederlands geestelijke en abt
- Mari van de Ven (1959), Nederlands visagist en haarstylist
- Mart van de Ven (1934-2013), Nederlands burgemeester
- Mart van de Ven (1954), Nederlands politicus en jurist
- Martijn van de Ven (1987), Nederlands paralympisch sporter
- Martinus Arnoldus van de Ven (1755-1802), Nederlands burgemeester
- Michelle van de Ven (?), Nederlands zangeres en (musical)actrice
- Micky van de Ven (2001), Nederlands voetballer
- Monique van de Ven (1952), Nederlands actrice
- Nancy van de Ven (1997), Nederlands motorcrosser
- Pauline van de Ven (1956), Nederlands schrijfster en kunstenaar
- Peter van de Ven (1961), Nederlands voetballer
- Petrus van de Ven (1895-1974), Nederlands politicus
- Ruud van de Ven (1922-1991), Nederlands politicus
- Tessy van de Ven (1983), Nederlands tennisster
- Ton van de Ven (1944-2015), Nederlands industrieel ontwerper
- Ton van de Ven (1958), Nederlands voetballer
- Toon van de Ven (1924-2006), Nederlands kunstschilder
- Wilhelmus van de Ven (1834-1919), Nederlands geestelijke en bisschop
- Willem Adriaan Maria van de Ven (1907-1984), Nederlands politicus
- Zoï van de Ven (1999), Nederlands voetbalster
- Christof van der Ven (1986), Nederlands zanger
- Clemens van der Ven (1941-2014), Nederlands ondernemer
- Colet van der Ven (1957), Nederlands journaliste en programmamaakster
- Dirk van der Ven (1970), Nederlands-Duits voetballer
- Dirk Jan van der Ven (1891-1973), Nederlands schrijver en folklorist
- Elisa van der Ven (1833-1909), Nederlands letterkundige, onderwijzer en conservator
- Johannes Antonius van der Ven (1799-1866), Nederlands beeldhouwer
- Joop van der Ven (1907-1988), Nederlands rechtsgeleerde en hoogleraar
- Manus van der Ven (1866-1944), Nederlands kunstschilder en tekenaar
- Mitch van der Ven (1995), Nederlands voetballer
- Naud van der Ven (1903-1978), Nederlands politicus
- Philip van der Ven (1918-1998), Nederlands jurist en raadsheer bij de Hoge Raad der Nederlanden
- Remco van der Ven (1975), Nederlands wielrenner
- Rick van der Ven (1991), Nederlands boogschutter
- Sam van der Ven (1989), Nederlands hockeyer
- Terry Venables (1943-2023), Engels voetballer en voetbaltrainer
- Fernando Venâncio (1944-2025), Portugees-Nederlands  schrijver en academicus
- Alexander Vencel (1944), Slowaaks voetballer
- Alexander Vencel (1967), Slowaaks voetballer
- Erik Vendt (1981), Amerikaans zwemmer
- Berend Veneberg (1963), Nederlands krachtsporter, zevenvoudig kampioen Sterkste Man van Nederland
- Luis Maldonado Venegas (1956-2019), Mexicaans politicus
- Doete Venema (1951), Nederlands-Fries schrijfster
- Reintje Venema (1922-2014), Nederlands tekenares en illustratrice
- Wietse Venema (1951), Nederlands programmeur en natuurkundige
- Barry Veneman (1977), Nederlands motorcoureur
- Andrea Veneracion (1928-2013), Filipijns musicus
- Ronald Venetiaan (1936), Surinaams politicus
- Venelina Veneva (1974), Bulgaars atlete
- Jozef Vengloš (1936), Slowaaks voetballer en voetbalcoach
- Stephanie Venier (1993), Oostenrijks alpineskiester
- Martin Venix (1950), Nederlands wielrenner
- Eleftherios Venizelos (1864-1936), Grieks advocaat, journalist en premier
- John Venn (1834-1923), Brits wiskundige
- Jan Vennegoor of Hesselink (1978), Nederlands voetballer
- Diane Venora (1952), Amerikaans actrice
- Briana Venskus (1987), Amerikaanse actrice en scenarioschrijfster
- Dora Venter (1976), Hongaars verpleegster en pornoactrice
- John Ventimiglia (1963), Amerikaans acteur
- Vincent Ventresca (1966), Amerikaans acteur
- Carlos Eduardo Ventura (1974), Braziliaans voetballer
- Cassandra Ventura (1986), Amerikaans zangeres
- Charlie Ventura (1916-1992), Amerikaans jazzmusicus
- Feliu Ventura (1976), Spaans popzanger
- František Ventura (1895-1969), Tsjecho-Slowaaks ruiter
- Giampiero Ventura (1948), Italiaans voetballer en trainer
- Honorio Ventura (1887-1940), Filipijns gouverneur en minister
- Jesse Ventura (1951), Amerikaans professioneel worstelaar en gouverneur van Minnesota (James George Janos)
- Johnny Ventura (1940-2021), Dominicaans zanger, bandleider en politicus
- Lino Ventura (1919-1987), Italiaans filmacteur
- Ray Ventura (1908-1979), Frans orkestleider
- Rudy Ventura (1926-2009), Catalaans trompettist
- Santiago Ventura (1980), Spaans tennisser
- Valentin Ventura (1860-1935), Filipijns reformist
- Richard Venture (1923), Amerikaans acteur
- Giovanni Venturi (1746-1822), Italiaans natuurkundige
- Giovanni Venturini (1991), Italiaans autocoureur

## Ver

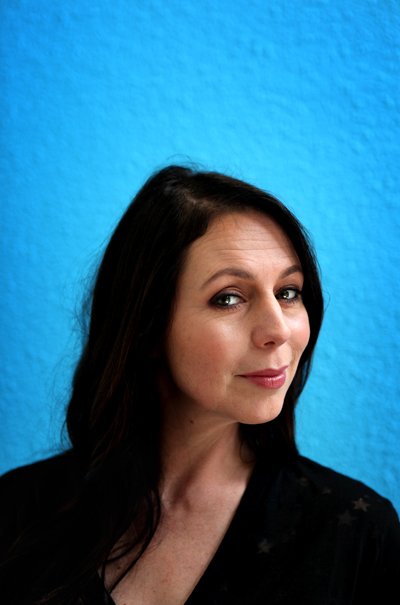
Kristel Verbeke

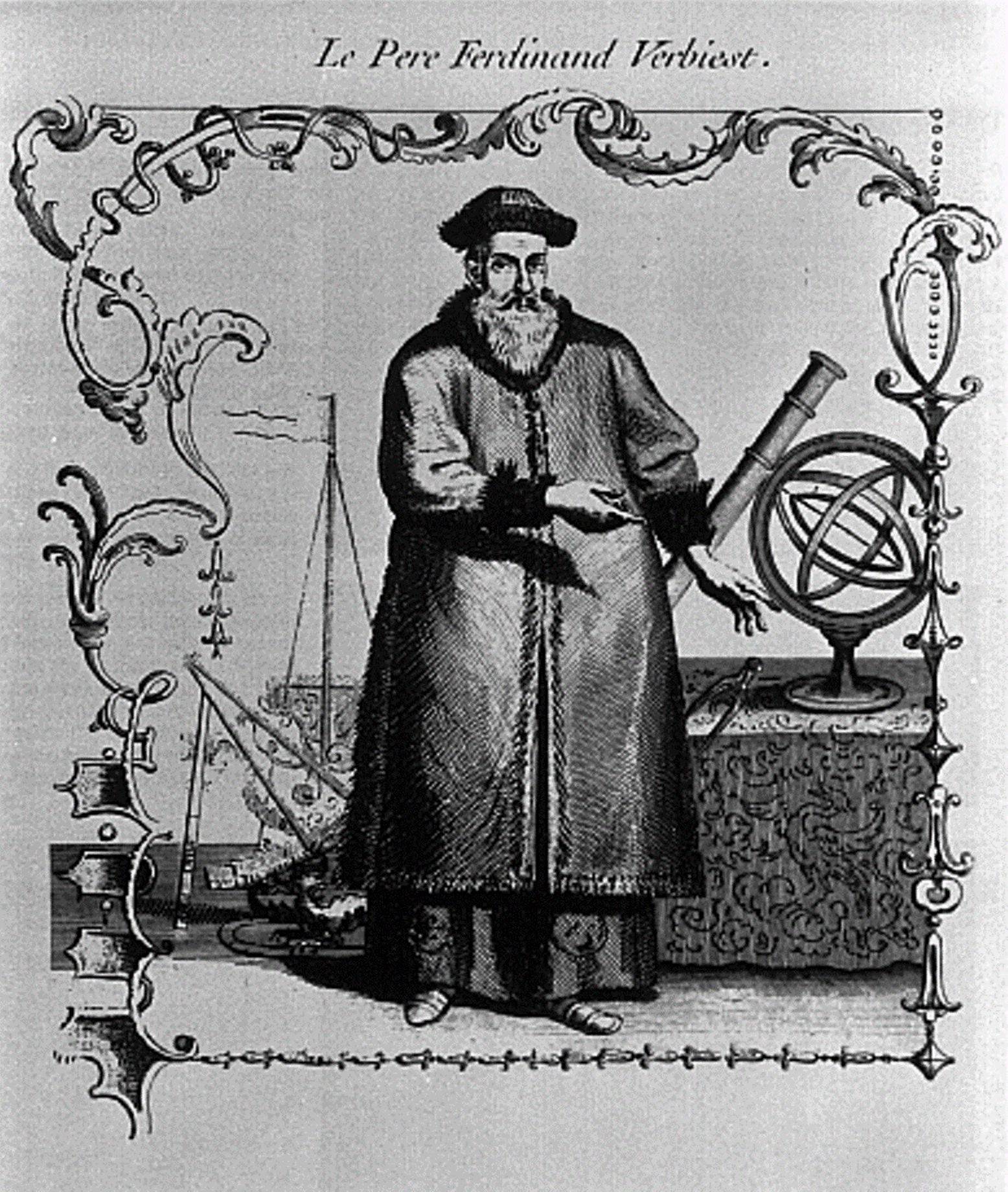
Ferdinand Verbiest

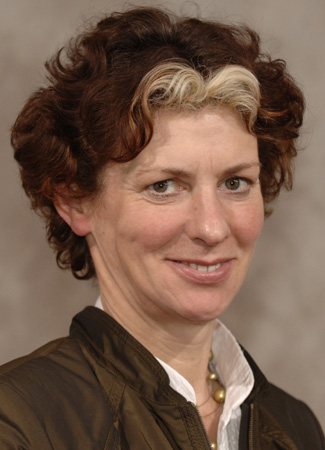
Gerda Verburg

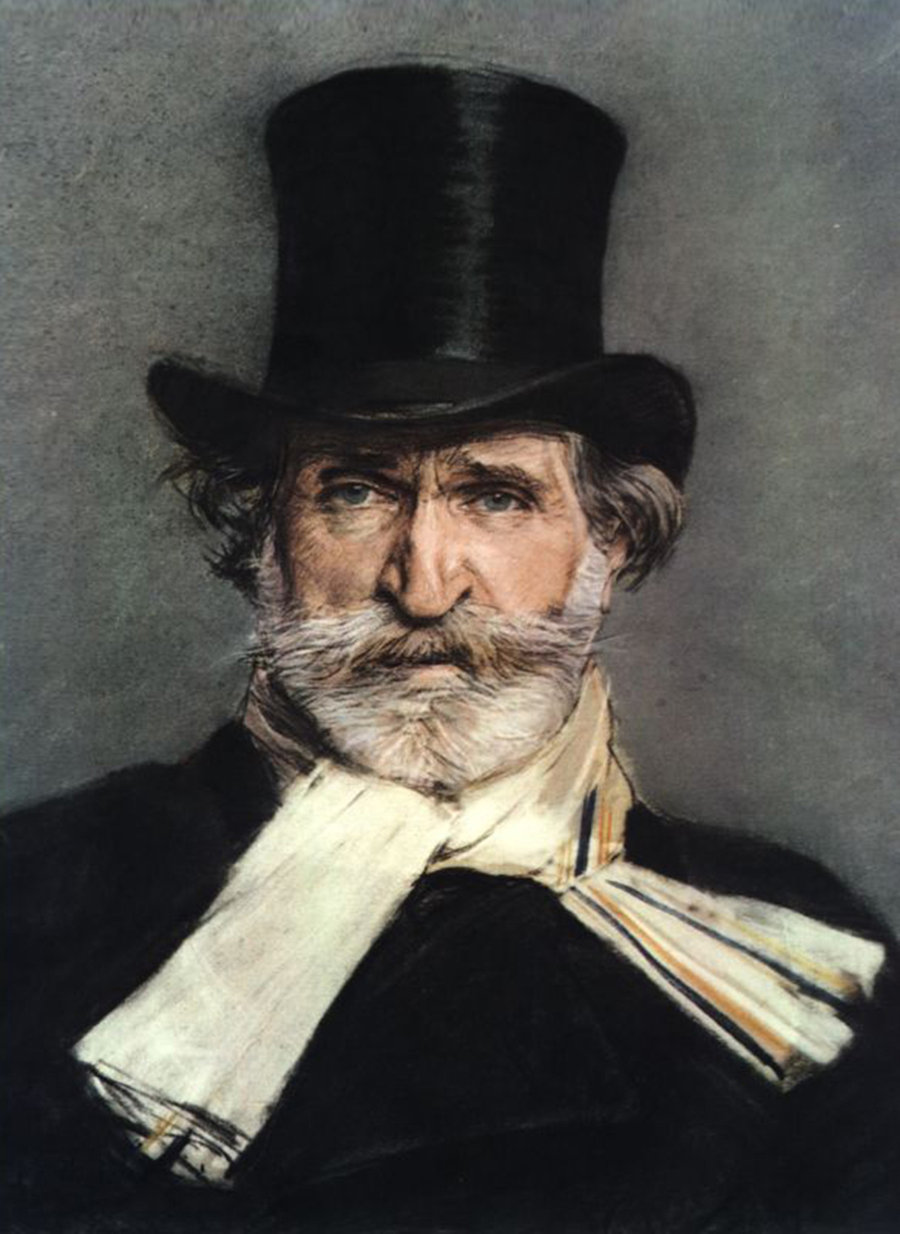
Giuseppe Verdi

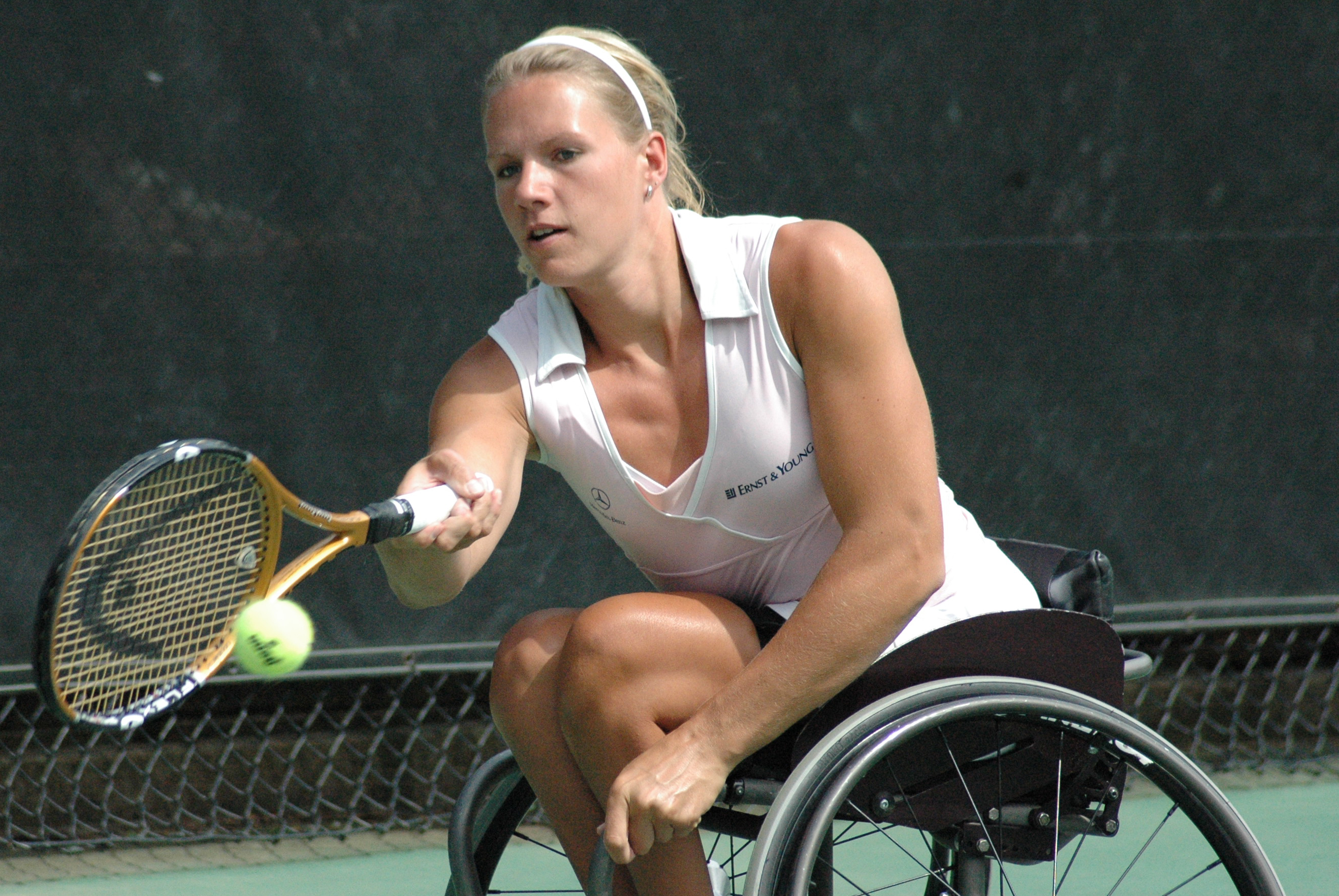
Esther Vergeer (2009)

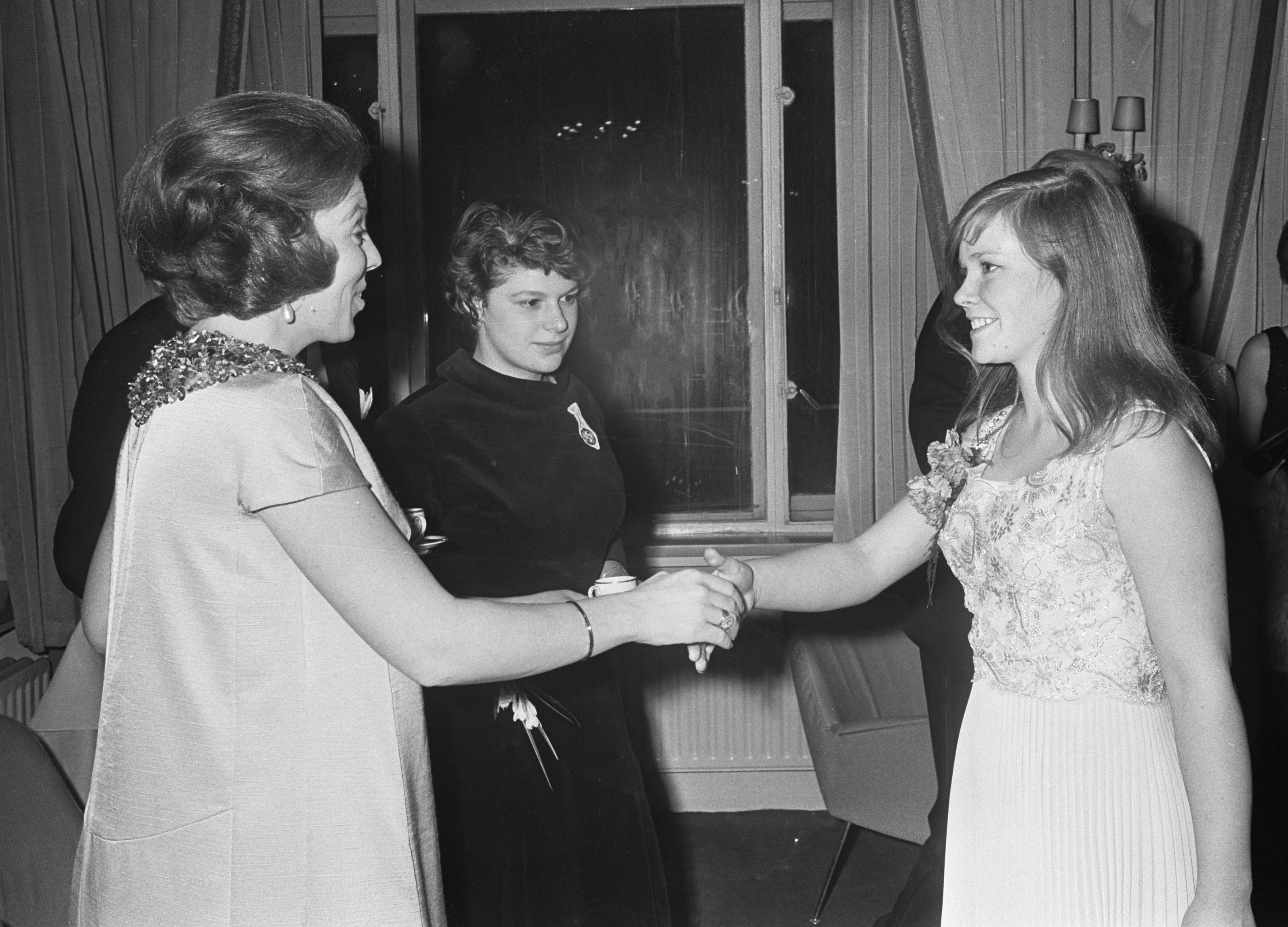
Emmy Verhey (r)

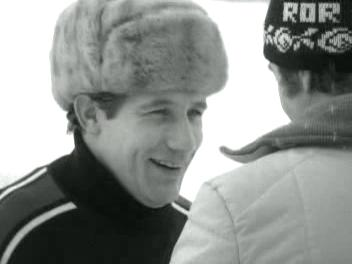
Kees Verkerk

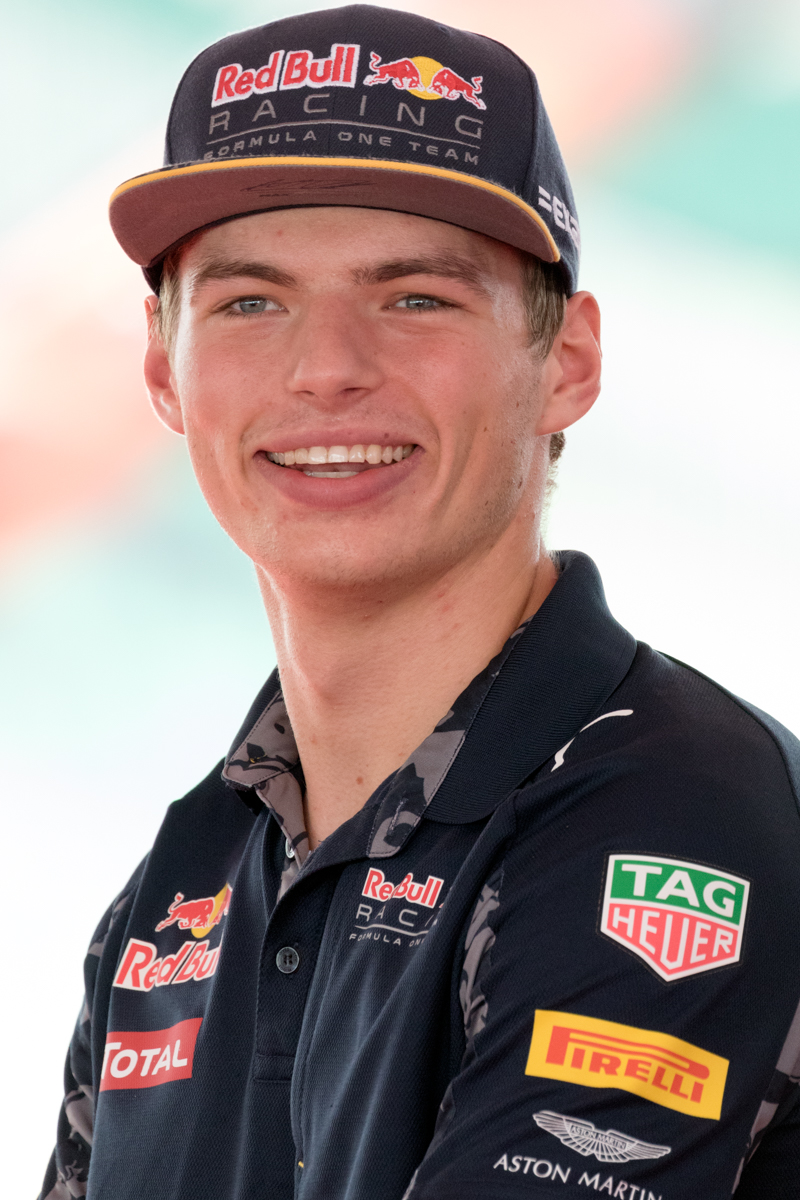
Max Verstappen

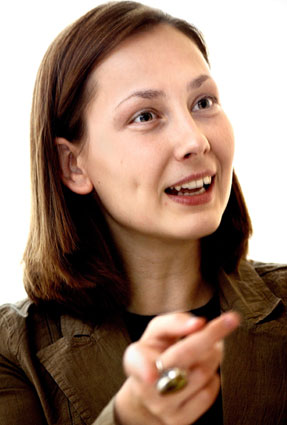
Inge Vervotte

- Magnús Ver Magnússon (1963), IJslands powerlifter en Sterkste Man
- Billy Vera (1944), Amerikaans zanger
- Carlos Vera (1976), Ecuadoraans voetbalscheidsrechter
- Frans Vera (1949), Nederlands bioloog
- Jose Vera (1888-1956), Filipijns politicus
- José Raúl Vera López (1945), Mexicaans bisschop en mensenrechtenverdediger
- Dick Verbakel (1954-2022), Nederlands priester
- Carine Verbauwen (1961), Belgisch zwemster
- Glenn Verbauwhede (1985), Belgisch voetballer
- Michaël Verbauwhede (1985), Belgisch syndicalist en politicus
- Bob Verbeeck (1960), Belgisch atleet
- Chris Verbeeck (1959), Belgisch atleet
- Louis Verbeeck (1932), Vlaams schrijver
- Oscar Verbeeck (1891-1971), Belgisch voetballer
- Yvonne Verbeeck (1913-2012), Belgisch actrice en zangeres
- Ernst Verbeek (1919-vermoedelijk 2009), Nederlands psychiater en hoogleraar
- Gertjan Verbeek (1962), Nederlands voetballer en voetbaltrainer
- Hendrik Jan Verbeek (1875-1946), Nederlands jurist en politicus
- Herman Verbeek (1936-2013), Nederlands priester en politicus
- Leen Verbeek (1955), Nederlands ambtenaar, politicus en ondernemer
- Linde Verbeek (1981), Nederlands roeister
- Mia Verbeelen, Belgisch verhalenverteller en auteur
- Gerdi Verbeet (1951), Nederlands lerares en politica
- Annelies Verbeke (1976), Vlaams schrijfster
- Katelijne Verbeke (1961), Vlaams actrice
- Kristel Verbeke (1975), Vlaams zangeres
- Rosika Verberckt (1944), Belgisch atlete
- Maikel Verberk (1999), Nederlands darter
- Danny Verbiest (1945-2025), Belgisch (stem)acteur en televisiemaker
- Ferdinand Verbiest (1623-1688), Vlaams jezuïet en sterrenkundige
- Terry Verbiest (1955-2022), Belgisch journalist, ondernemer en radio- en televisiepresentator
- Antoine Verbij (1951-2015), Nederlands journalist
- Alfons Verbist (1888-1974), Belgisch politicus
- Alfons Verbist (1927-2010), Belgisch politicus
- Evert Verbist (1984), Belgisch wielrenner
- Johan Verbist (1966), Belgisch voetbalscheidsrechter
- Annelies Verbon' (1962), Nederlands internist en hoogleraar
- Antoon Verboven (1905-1984), Belgisch classicus, leraar en ondernemer
- Lucette Verboven (1955), Belgisch schrijver en programmamaker
- Octaaf Verboven (1912-1990), Belgisch politicus
- Xavier Verboven (?), Belgisch vakbondsbestuurder
- Wouter Verbraak (1975), Nederlands zeezeiler
- Carl Verbraeken (1950), Belgisch componist
- Ad Verbrugge (1967), Nederlands filosoof
- Arthur Verbrugge (1880-1965), Belgisch syndicalist en politicus
- Carel Verbrugge (1926-1985), Nederlands zanger, bekend onder de naam Willy Alberti
- Cyrille Verbrugge (1866-1929), Belgisch schermer
- Emile Verbrugge (1856-1936), Belgisch kunstschilder
- Frie Verbrugge (1945-2018), Nederlands politiek activist
- Hendrik Verbrugge (1958), Vlaams medicus, schrijver en politicus
- Jan Karel Verbrugge (1756-1831), Zuid-Nederlands tekenaar
- Marinus Jacob Verbrugge (1910-2002), Nederlands politicus
- Martijn Verbrugge (1958-2004), Nederlands aidsactivist
- Willy Albertina Verbrugge (1945), Nederlands zangeres, bekend onder de naam Willeke Alberti
- Marijke Verbrugge-Breeuwsma (1966), Nederlands taalkundige
- Aleidis Verbruggen (1932), Belgisch dichteres, bekend onder de naam Aleidis Dierick
- Amedee Verbruggen (1886-1980), Belgisch politicus en Vlaams activist
- Bart Verbruggen (1988), Nederlands alpineskiër
- Bart Verbruggen (2002), Nederlands voetbaldoelman
- Bram Verbruggen (1987), Belgisch meteoroloog, militair en weerman
- Dirk Verbruggen (1951-2009), Belgisch schrijver en dichter
- Gaspar Verbruggen de Oude (1635-1681), Zuid-Nederlands kunstschilder
- Hanne Verbruggen (1993), Belgisch atlete
- Hanne Verbruggen (1994), Belgisch zangeres
- Hein Verbruggen (1941-2017), Nederlands sportbestuurder
- Hendrik Verbruggen (1933-1996), Belgisch classicus, historicus en vertaler
- Hendrik Frans Verbruggen (1654-1724), Zuid-Nederlands beeldhouwer
- Herman Verbruggen (1963), Belgisch acteur
- Ingrid Verbruggen (1964), Belgisch atlete
- Jakob Verbruggen (1980), Belgisch regisseur
- Jan Verbruggen (1712-1781), Nederlands kunstschilder en werktuigbouwkundige
- Jan Frans Verbruggen (1920-2013), Belgisch mediëvist
- Marion Verbruggen (1950), Nederlands blokfluiter
- Patricia Verbruggen (1979), Nederlands actrice
- Peter Verbruggen (1966-2015), Belgisch journalist en redacteur
- Pieter Verbruggen (1615–1686), Zuid-Nederlands beeldhouwer
- Pieter Verbruggen (1648-na 1691), Zuid-Nederlands beeldhouwer en graveur
- Pros Verbruggen (1928-2021), Belgisch acteur, presentator en programmamaker
- Renaat Verbruggen (1909-1981), Belgisch operazanger
- Sofie Verbruggen (1956), Belgisch zangeres
- Theo Verbruggen (1958), Nederlands journalist en presentator
- Willem Verbruggen (1872-1931), Belgisch werktuigbouwkundige
- Jurgen Verbrugghe (1983), Belgisch atleet
- Bart Verbrugh (1916-2003), Nederlands scheikundige en politicus
- Hugo Verbrugh (1937-2024), Nederlands arts, filosoof en docent
- David Verburg (1991), Amerikaans atleet
- Gerda Verburg (1957), Nederlands vakbondsbestuurder en politica
- Leonard Verburg (1955), Nederlands advocaat en rechtsgeleerde
- Tineke Verburg (1956-2020), Nederlands omroepster en presentatrice
- Alexander Vercamer (1951), Belgisch politicus
- Roger Vercamer (1924-1991), Belgisch politicus
- Stefaan Vercamer (1961), Belgisch politicus
- François Vercammen (1944-2015), Belgisch marxist
- Jan Vercammen (1906-1984), Belgisch schrijver en dichter
- Jan Vercammen (1969), Belgisch arts en politicus
- Joannes Vercammen (1908-1993), Belgisch dichter, schrijver, literair en kunstcriticus en journalist, bekend onder het pseudoniem Andries Dhoeve
- Joris Vercammen (1952), Belgisch geestelijke en aartsbisschop
- Josée Vercammen (1948), Belgisch politica
- Marcel Vercammen (1918-1981), Belgisch voetballer en voetbaltrainer
- Merel Vercammen (1988), Nederlands violiste
- Rudolf Vercammen (1880-1966), Belgisch journalist, syndicalist en politicus
- Jan Vercamst (1954), Belgisch syndicalist
- Frank Vercauteren (1956), Belgisch voetballer en voetbaltrainer
- Jozef Vercauteren (1902-1981), Belgisch syndicalist en politicus
- Julien Vercauteren (1993), Belgisch voetballer
- Lieve Vercauteren (1982), Belgisch actrice
- Nicolaas Vercauteren (1821-1876), Belgisch geestelijke
- Graham Verchere (2002), Canadees jeugdacteur
- Jozef Vercoullie (1857-1937), Belgisch politicus, hoogleraar en bestuurder
- Jacques Vercruysse (1930-2001), Belgisch atleet
- Roland Vercruysse (1928-?), Belgisch atleet
- Karel Vercruyssen (1919-2012), Belgisch politicus
- Hugo Verdaasdonk (1945-2007), Nederlands literatuurwetenschapper en schrijver
- Fernando Verdasco (1983), Spaans tennisser
- Willem Jacob Verdenius (1913-1998), Nederlands graecus
- Giuseppe Verdi (1813-1901), Italiaans componist
- Andy Verdoïa (2002), Frans motorcoureur
- Emile Verdonck (1995), Belgisch atleet
- Rita Verdonk (1955), Nederlands ambtenares en politica
- Francis Verdoodt (1941-2018), Belgisch dichter en voordrachtskunstenaar
- Annie Verdoold (1950), Nederlands actievoerster en schrijfster
- Francisco Verdugo (1536-1595), Spaans stadhouder
- Gorka Verdugo (1978), Spaans wielrenner
- Suzan Verduijn (1983), Nederlands paralympisch atlete
- Bert Verduin (1964), Nederlands marathonschaatser
- Ernst Verduin (1927-2021), Nederlands bedrijfseconoom Auschwitz-overlevenden
- Francis Vere (1560-1609), Engels militair
- Horace Vere (1565-1635), Engels militair
- Madelief Verelst (1986), Nederlands actrice
- Mariska Veres (1947-2006), Nederlands zangeres
- Vasili Veresjtsjagin (1842-1904), Russisch kunstschilder
- Vladlen Veresjtsjetin (1932), Russisch hoogleraar, rechtsgeleerde en rechter
- Andrea Vergani (1997), Italiaans zwemmer
- Raymonda Vergauwen (1928-2018), Belgisch-Nederlands zwemster
- Esther Vergeer (1981), Nederlands tennisster
- Alicia Vergel (1927-1992), Filipijns actrice
- Herman Vergels (1887-1957), Belgisch syndicalist en politicus
- Mathias Vergels (1992), Belgisch acteur
- Philip Vergels (1930), Belgisch advocaat en politicus
- Jacques Vergès (1925-2013), Frans advocaat
- Emile Vergeylen (1888-1974), Belgisch syndicalist en politicus
- Julien Vergeylen (1935), Belgisch syndicalist en politicus
- Nico Vergeylen (1968), Belgisch tafeltennisser
- Vergilius (70-19 v.Chr.), Romeins dichter
- Willy Vergison (1931-2019), Belgisch atleet
- Jean-Éric Vergne (1990), Frans autocoureur
- Antoon Vergote (1921-2013), Belgisch priester, theoloog en psycholoog
- Maarten Vergote (1973), Belgisch atleet
- Arie Vergunst (1926-1981), Nederlands predikant
- Karin Verguts (1961), Belgisch atlete
- Ardy Verhaegen (?), Nederlands-Canadees tibetoloog en schrijver
- Arthur Verhaegen (1847-1917), Belgisch architect en politicus
- Augustinus Verhaegen (1886-1965), Belgisch componist, organist en muziekpedagoog
- Dieter Verhaegen (?), Belgisch acteur
- Fernand Verhaegen (1883-1975), Belgisch kunstschilder
- Frans Verhaegen (1948), Belgisch wielrenner
- Guido Verhaegen (1933), Belgisch politicus en bestuurder
- Jasmijn Verhaegen (1993), Belgisch zwemster
- Joris Verhaegen (1921-1981), Belgisch syndicalist en politicus
- Marc Verhaegen (1957), Belgisch striptekenaar
- Mark Verhaegen (1954), Belgisch politicus
- Paul Verhaegen (1859-1950), Belgisch magistraat, historicus en heraldicus
- Petrus (Pé) Verhaegen (1902-1958), Belgisch wielrenner
- Pierre-Théodore Verhaegen (1796-1862), Belgisch advocaat en politicus
- Theodoor Verhaegen (1700-1759), Zuid-Nederlands beeldhouwer
- Bart Verhaeghe (1965), Belgisch ondernemer en voetbalvoorzitter
- Herbert Verhaeghe (1974), Belgisch presentator en zanger
- Jozef Verhaeghe (1919-1940), Belgisch militair
- Jacco Verhaeren (1969), Nederlands zwemtrainer
- Denise Verhaert (1959), Belgisch atlete
- Jan Verhaert (1908-1999), Belgisch atleet
- Marinus Verhage (1919-1994), Nederlands verzetsstrijder
- Cornelis Verhagen (1915-2005), Nederlands natuurkundig ingenieur, hoogleraar en rector magnificus
- Marco Verhagen (1976), Nederlands televisiepresentator, acteur en voice-over.
- Maxime Verhagen (1956), Nederlands politicus
- Camiel Verhamme (1894-1982), Belgisch syndicalist en politicus
- Raf Verhamme (1989), Belgisch voetballer
- Roger Verhas (1920), Belgisch atleet
- Frans Verheeke (1934), Belgisch bankier
- Emiel ver Hees (1864-1928), Belgisch advocaat, hoogleraar en Vlaams activist
- Marnix Verhegghe (1961), Belgisch atleet
- Harry Verheij (1917-2014), Nederlands politicus en verzetsstrijder
- Jeroen Verheij (1971), Nederlands danceproducer
- Carl Verheijen (1975), Nederlands schaatser
- Eddy Verheijen (1946), Nederlands schaatser
- Frank Verhelst (1956), Belgisch atleet
- Jef Verhelst (1928), Belgisch wielrenner
- Joseph Verhelst (1867-1943), Belgisch politicus
- Kris Verhelst (1964), Belgisch musicus
- Louis Verhelst (1990), Belgisch wielrenner
- Marlies Verhelst, Nederlandse schrijfster en docente
- Peter Verhelst (1962), Vlaams dichter, romancier en theatermaker
- Steven Verhelst (1976), Nederlands schrijver en scheikundige
- Steven Verhelst (1981), Belgisch componist en trombonist
- Brunhilde Verhenne (1978), Belgisch miss, Miss Belgian Beauty 2002
- Leopold Verhenne (1912-1995), Belgisch syndicalist en politicus
- Marleen Verheuen (1954), Belgisch atlete
- Roger Verheuen (1927-2018), Belgisch atleet
- Günter Verheugen (1944), Duits politicus
- Kees Verheul (1940-2024), Nederlands slavist, essayist, romanschrijver en vertaler
- Elma Verhey (1951 - 12 januari 2019), Nederlands journalist
- Emmy Verhey (1949), Nederlands violiste
- Luc Verhey (1960), Nederlands jurist
- Anouk Verheyen (?), Belgisch zangeres, rapper, songtekstschrijver, drummer en dj, bekend onder het pseudoniem Sista Flex
- Antonius Josephus Joannes Henricus Verheyen (1774-1833), Nederlands politicus
- Arnoldus Gerbrandus Verheyen (1770-1857), Nederlands politicus
- Charles Verheyen (1892-1941), Nederlands militair
- Geert Verheyen (1973), Belgisch wielrenner
- Gert Verheyen (1970), Belgisch voetballer
- Jacques Verheyen (1855-1911), Belgisch syndicalist en politicus
- Jacques Verheyen (1911-1989), Nederlands glazenier en kunstschilder
- Jan Verheyen (1944), Belgisch voetballer
- Jan Verheyen (1963), Belgisch film- en televisieregisseur, presentator en mediafiguur
- Jef Verheyen (1932-1984), Belgisch kunstschilder
- Johannes Baptista Arnoldus Josephus Maria Verheyen (1818-1898), Nederlands politicus
- Katja Verheyen (1980), Belgisch politica
- Mario Verheyen (1973), Belgisch voetballer
- May Verheyen (1963), Belgisch atlete
- Napoleon Joseph Verheyen (1807-1869), Belgisch procureur des Konings en administrateur-generaal van de Belgische Staatsveiligheid
- Philip Verheyen (1948-1710), Zuid-Nederlands medicus
- Pieter Verheyen (1750-1819), Zuid-Nederlands componist en organist
- René Verheyen (1952), Belgisch voetballer en voetbaltrainer
- Robin Verheyen (1983), Belgisch saxofonist
- Sabine Verheyen (1964), Duits politica
- Esther Verhoef (1968), Nederlands schrijfster
- Hans Verhoef (1932-2012), Nederlands kunstschilder
- Maartje Verhoef (1997), Nederlands model
- Marco Verhoef (1971), Nederlands meteoroloog
- Thomas Verhoef (1980), Nederlands televisiepresentator
- Tilly Verhoef (1956), Nederlands atlete
- Wim Verhoef (1928-2013), Nederlands predikant
- Bert Verhoeff (1949), Nederlands fotograaf
- Hendrik Verhoeff (ca. 1645-1710), Nederlands crimineel
- Jan Andreas Verhoeff (1911-1944), Nederlands verzetsstrijder
- Koen Verhoeff (1928-1989), Nederlands sportverslaggever
- Koos Verhoeff (1927-2018), Nederlands wiskundige en beeldend kunstenaar
- Pieter Verhoeff (1938-2019), Nederlands filmregisseur
- Pieter Willemsz. Verhoeff, 16e-eeuws kapitein bij de Admiraliteit van Amsterdam
- Wesley Verhoek (1986), Nederlands voetballer
- Soraya Verhoeve (1997), Nederlands voetbalster
- Abraham Verhoeven (1575-1652), Zuid-Nederlands uitgever en drukker
- Ad Verhoeven (1933-1976), Nederlands voetballer
- Adrianus Cornelis (Adri) Verhoeven (1952), Nederlands beeldhouwer
- Anak Verhoeven (1996), Belgisch klimmer
- Anna Verhoeven (1998), Nederlands zangeres
- Anton Verhoeven (1920-1978), Nederlands schaatser
- Arno Verhoeven (1952), Nederlands politicus
- Arnold Verhoeven (1889-1958), Belgisch componist
- Arthur Verhoeven (1980), Nederlands voetballer
- Astrid Verhoeven (1995), Belgisch atlete
- Bernard Verhoeven (1897-1965), Nederlands schrijver, essayist, dichter en politicus
- Cornelis Verhoeven (1928-2001), Nederlands filosoof en schrijver
- Dick Verhoeven (1954-2022), Nederlands politicus
- Dimitri Verhoeven (1974), Belgisch musicalacteur
- Dries Verhoeven (1976), Nederlands theatermaker en beeldend kunstenaar
- Frans Verhoeven (1966), Nederlands motorcrosser
- Frans Rijndert Johan Verhoeven (1905-1987), Nederlands archivaris en historicus
- Helen Verhoeven (1974), Nederlands kunstschilder
- Jan Verhoeven (1926-1994), Nederlands architect
- Jeroen Verhoeven (1980), Nederlands voetballer
- Jorg Verhoeven (1985), Nederlands sportklimmer
- Karel Verhoeven (1970), Belgisch journalist en redacteur
- Kees Verhoeven (1976), Nederlands politicus
- Luc Verhoeven (1959), Belgisch acteur
- Ludo Verhoeven (1944), Belgisch bestuurder
- Mark Verhoeven (1969), Nederlands voetballer
- Martinus Gerardus Timmers Verhoeven (1801-1880), Nederlands medicus en burgemeester
- Michael Verhoeven (1938-2024), Duits filmregisseur en scenarioschrijver
- Nico Verhoeven (1925-1974), Nederlands dichter
- Nico Verhoeven (1961), Nederlands wielrenner
- Paul Verhoeven (1938), Nederlands filmregisseur en publicist
- Paul Verhoeven (1955), Nederlands politicus
- Peter Verhoeven (1972), Belgisch presentator en dj
- Petrus Verhoeven (1729-1816), Nederlands beeldhouwer
- Pieter François Timmers Verhoeven (1802-1850), Nederlands advocaat en politicus
- Renate Verhoeven (1995), Nederlands voetballer
- Rico Verhoeven (1989), Nederlands kickbokser en televisiepersoonlijkheid
- Roel Verhoeven (1992), Nederlands mountainbiker
- Rudy Verhoeven (?), Belgisch jeugdwerker en scoutingpersoonlijkheid
- Sam Verhoeven (1981), Belgisch acteur
- Sanny Verhoeven (1985), Nederland actrice en presentatrice
- Sophie Verhoeven (1970), Nederlands presentatrice, journaliste en nieuwslezeres
- Suzette Verhoeven (1944-2016), Belgisch politica
- Tim Verhoeven (1985), Nederlands voetballer
- Theodorus Lambertus Verhoeven (1907-1990), Nederlands missionaris en archeoloog
- Thomas Verhoeven (1997), Nederlands zwemmer
- Vincenzo Verhoeven (1987), Belgisch voetballer
- Willebrordus Verhoeven (1910-1970), Nederlands burgemeester
- Willem Verhoeven (1738-1809), Zuid-Nederlands toneel- en geschiedschrijver
- Wim Verhoeven (1944), Nederlands voetballer
- Wim Verhoeven (1969), Belgisch journalist en redacteur
- Wout Verhoeven (1988), Belgisch atleet
- Guy Verhofstadt (1953), Belgisch premier
- Hetty Verhoogt (1938-2022), Nederlands actrice
- Quirijn Maurits Rudolph Ver Huell (1787-1860), Nederlandse marine-officier en schrijver
- Adriaan Verhulst (1929-2002), Belgisch historicus, hoogleraar en bestuurder
- Annie Verhulst (1895-1986), Nederlands toneelactrice
- Bart Verhulst (1976), Belgisch journalist
- Davino Verhulst (1987), Belgisch voetballer
- Dimitri Verhulst (1972), Belgisch dichter en schrijver
- Gert Verhulst (1968), Belgisch acteur, presentator, zanger, scenarioschrijver, regisseur en ondernemer
- Hans Verhulst (1921-2005), Nederlands beeldhouwer en graficus
- Hobie Verhulst (1993), Nederlands voetballer
- Johannes Verhulst (1816-1891), Nederlands componist en dirigent
- Jos Verhulst (1945), Belgisch tekenaar en cartoonist, bekend onder het pseudoniem VEJO
- Jos Verhulst (1945), Belgisch chemicus en filosoof
- Jos Verhulst (1968/69), Nederlands tafeltennisser
- Marie Verhulst (1995), Belgisch actrice en presentatrice
- Mariette Verhulst (1927-2008), Belgisch zangeres, bekend onder het pseudoniem Jetty Gitari
- Mayken Verhulst (1518-1599), Zuid-Nederlands kunstschilder
- Pierre-François Verhulst (1804-1849), Belgisch wiskundige en demograaf
- Rafaël Verhulst (1866-1941), Belgisch schrijver, hoofdredacteur en Vlaams activist
- René Verhulst (1960), Nederlands schrijver en politicus
- Rombout Verhulst (1624-1698), (Zuid-)Nederlands beeldhouwer
- Viktor Verhulst (1994), Belgisch presentator en televisiepersoonlijkheid
- Willem Verhulst (?), gouverneur van Nieuw-Nederland
- Tom Verica (1964), Amerikaans acteur, filmregisseur, filmproducent en scenarioschrijver
- Eduard Verkade (1878-1961), Nederlands toneelleider, acteur en regisseur
- Jan Verkade (1868-1946), Nederlands schilder
- Kees Verkade (1941-2020), Nederlands beeldend kunstenaar
- Willemijn Verkaik (1975), Nederlands zangeres en musicalactrice
- Matty Verkamman (1951), Nederlands auteur en archivaris van het Nederlands elftal
- Jaap Verkerk (1940-2015), Nederlands burgemeester
- Kees Verkerk (1942), Nederlands langebaanschaatser
- Marhinde Verkerk (1985), Nederlands judoka
- Martin Verkerk (1978), Nederlands tennisser
- Dick Verkijk (1929-2025), Nederlands journalist
- Maikel Verkoelen (1992), Nederlands voetballer
- Nicolaas Verkolje (1673-1746), Nederlands kunstschilder
- Jorge Verkroost (1978), Nederlands musicalacteur
- Johannes Verkuyl (1908-2001), Nederlands theoloog en zendeling
- Nico Verlaan (1932), Nederlands ondernemer en politicus
- Frank Verlaat (1968), Nederlands voetballer
- Tom Verlaine (1949-2023), Amerikaans zanger, songwriter en gitarist
- Jan Verleun (1919-1944), Nederlands verzetsstrijder
- Boudy Verleye (1993), Belgisch rapper bekend onder pseudoniem Brihang
- Karel Verleyen (1938-2006), Vlaams kinderboekenschrijver
- Stijn Verleyen (1978), Belgisch atleet
- Albert Verlinde (1961), Nederlands theaterproducent en presentator
- Erik Verlinde (1962), Nederlands natuurkundige en hoogleraar
- Frank Verlinde (1944-2012), Belgisch politicus
- Guy Verlinde (1976), Belgisch bluesmuzikant
- Henk Verlinde (1964), Belgisch politicus
- Herman Verlinde (1962), Nederlands natuurkundige en hoogleraar
- Koen Verlinde (1962), Belgisch atleet
- Wim Verlinde (1974), Belgisch syndicalist en vakbondsbestuurder, voorzitter van de KWB
- André Verlinden (1912-1997), Belgisch wielrenner
- Charles Verlinden (1907-1996), Belgisch historicus en mediëvist
- Dany Verlinden (1963), Belgisch voetballer
- Emma Verlinden (2000), Belgisch actrice
- Géry Verlinden (1954), Belgisch wielrenner
- Jan Verlinden (1977), Belgisch voetballer
- Jan Willem Verlinden (1941–2012), Nederlands burgemeester
- Joeri Verlinden (1988), Nederlands zwemmer
- Joseph Verlinden (1876-1927), Belgisch arbeider, smid, syndicalist en politicus
- Karl Verlinden (1966), Belgisch bestuurder, voorzitter van UNIZO
- Laura Verlinden (1984), Belgisch actrice
- Mandus Verlinden (1937), Belgisch politicus
- Peter Verlinden (1957), Belgisch journalist en schrijver
- Pieter Verlinden (1934-2002), Belgisch sonorisator en componist
- Rob Verlinden (1950), Nederlands tuinman, televisiepresentator en schrijver
- Sophie Verlinden (1979), Belgisch atlete
- Willemijn Verloop (1970), Nederlands kinderrechtenactiviste
- Pieter verLoren van Themaat (1916-2004), Nederlands jurist
- Ruud Vermaaten (1935-2023), Nederlands politicus
- Thomas Vermaelen (1985), Belgisch voetballer
- Albert Vermaere (1910-1993), Belgisch syndicalist en politicus
- Michel Vermaerke (1961), Belgisch ondernemer en bestuurder
- Jules Vermandele (1897-1984), Belgisch syndicalist en politicus
- Willem Vermandere (1940), Vlaams kleinkunstenaar, schrijver, dichter, beeldhouwer, levensfilosoof, zanger en schilder
- Harry Vermeegen (1950), Nederlands programmamaker en sportjournalist
- Anne Vermeer (1916-2018), Nederlands politicus
- Evert Vermeer (1910-1960), Nederlands politicus
- Johannes Vermeer (1632-1675), Nederlands schilder
- Kenneth Vermeer (1986), Nederlands voetbaldoelman
- Marcel Vermeer (1969), Nederlands radiopresentator
- Arthur Vermeersch (1858-1936), Belgisch jezuïet, theoloog en moraalfilosoof
- Charles Vermeersch (1934-2010), Belgisch ingenieur-architect, stedenbouwkundige en hoogleraar
- Etienne Vermeersch (1934), Vlaams-Belgisch filosoof, scepticus, euthanasie- en abortusactivist
- Florian Vermeersch (1999), Belgisch wielrenner
- Gerard Vermeersch (1923-1974), Belgisch toneelspeler, -schrijver en -regisseur, televisie- en filmacteur, radiomaker en cabaretier
- Gianni Vermeersch (1992), Belgisch wielrenner
- Gustaaf Vermeersch (1877-1924), Belgisch schrijver
- Hans Vermeersch (1957), Belgisch dirigent en componist
- Henri Vermeersch (1815-1886), Belgisch orgelbouwer
- Jan Vermeersch (1979), Belgisch circusartiest, artistiek directeur en installatiekunstenaar
- Johan Vermeersch (1951-2025), Belgisch zakenman en sportbestuurder
- José Vermeersch (1922-1997), Belgisch beeldhouwer en kunstschilder
- Jurgen Vermeersch (1975), Belgisch wielrenner
- Lowie Vermeersch (1974), Belgisch ontwerper
- Lut Vermeersch (1930-2003), Belgisch politica
- Oscar Vermeersch (1867-1926), Belgisch politicus en notaris
- Pé Vermeersch (1969), Belgisch danseres, choreografe en beeldend kunstenaar
- Peter Vermeersch (1959), Belgisch musicus
- Peter Vermeersch (1972), Belgisch schrijver, dichter en hoogleraar
- Tim Vermeersch (1985), Belgisch wielrenner
- Valentin Vermeersch (1937-2020), Belgisch kunsthistoricus en museumdirecteur
- Valerie Vermeersch (1985), Belgisch hockeyspeelster
- Wim Vermeersch (?), Belgisch redacteur
- Wouter Vermeersch (1984), Belgisch politicus
- Yvon-Ambroise Vermeersch (1810-1852), Belgisch kunstschilder
- Albert Vermeij (1924-2002), Nederlands politiefunctionaris
- Charles Vermeire (1811-1874), Belgisch politicus
- Jacques Vermeire (1951), Belgisch acteur, zanger, komiek en presentator
- Jan Vermeire (1919-1998), Belgisch seksuoloog
- Jean Vermeire (1918-2009), Belgisch journalist, ondernemer en collaborateur
- Kaatje Vermeire (1981), Belgisch kinderboekenillustrator
- Katrien Vermeire (1979), Belgisch fotografe en filmmaakster
- Paul Vermeire (1928-1974), Belgisch keramist, glazenier en kunstschilder
- Ritchie Vermeire (1975), Belgisch reportagemaker en filmregisseur, -schrijver en -producent
- Robert Vermeire (1944), Belgisch veldrijder
- Tony Vermeire (1974), Belgisch politicus
- Victor Vermeire (1883-1961), Belgisch syndicalist en politicus
- Francis Vermeiren (1936), Belgisch politicus
- Freddy Vermeiren (?), Belgisch politicus
- Goedele Vermeiren (1962), Belgisch politica
- Grim Vermeiren (1974), Belgisch nieuwslezer
- Guillaume Vermeiren (1902-?), Belgisch architect
- Isabelle Vermeiren (1974), Belgisch atlete
- Jef Vermeiren (2000), Belgisch atleet
- Joke Vermeiren (1985), Belgisch schrijftster
- Koen Vermeiren (1953), Belgisch scenarist, schrijver, componist en muzikant
- Leopold Vermeiren (1914-2005), Belgisch kinderboekenschrijver
- Misjel Vermeiren (1948), Belgisch-Nederlands televisieregisseur en decorontwerper
- Paul Vermeiren (1963), Belgisch boogschutter
- Remi Vermeiren (1940), Belgisch zakenman
- Simon Vermeiren (1990), Belgisch voetballer
- Peter Vermes (1966), Amerikaans voetballer
- John Vermeule (1961), Nederlands atleet
- Ab Vermeulen (1927-2001), Nederlands beeldhouwer en kunstsmid
- Adrianus Gerard Vermeulen (1910-1997), Nederlands politicus
- Adrianus Hermanus Vermeulen (1901-1974), Nederlands politicus
- Alex Vermeulen (1954), Nederlands kunstenaar
- Alexey Vermeulen (1994), Amerikaans wielrenner
- Alfons Vermeulen (1877-1965), Nederlands schrijver
- André Vermeulen (1955), Belgisch journalist en televisiepresentator
- Angelo Vermeulen (1971), Belgisch bioloog en beeldend kunstenaar
- Annemieke Vermeulen (1964), Nederlands politica
- Annick Vermeulen (1967), Belgisch politica
- Arie Vermeulen (1906-2013), Nederlands honderdplusser
- Arjan Vermeulen (1969), Nederlands voetballer
- Arno Vermeulen (1960), Nederlands sportcommentator
- Ben Vermeulen (1957), Nederlands juridisch wetenschapper, hoogleraar en lid van de Nederlandse Raad van State
- Benjamin Vermeulen (1957), Belgisch wielrenner
- Benoni Vermeulen (1874-1942), Belgisch politicus
- Bram Vermeulen (1946-2004), Nederlands zanger, cabaretier, schilder en componist
- Bram Vermeulen (1974), Nederlands journalist
- Brecht Vermeulen (1969), Belgisch politicus
- Chris Vermeulen (1982), Australisch motorrijder
- Ciska Vermeulen (1986), Belgisch ruiter
- Cora Vermeulen (1914), Nederlands beeldhouwer, keramist en tekenaar
- Cornelis Martinus Vermeulen (ca. 1643/1645- ca. 1708/1709), Zuid-Nederlands etser
- Eddy Vermeulen (1946), Belgisch striptekenaar, bekend onder het pseudoniem "Ever Meulen"
- Edouard Vermeulen (1957), Belgisch modeontwerper
- Edward Vermeulen (1861-1934), Vlaams schrijver
- Elly Vermeulen (1946), Nederlands langebaanschaatsster
- Emiel Vermeulen (1993), Belgisch wielrenner
- Erik Vermeulen (1959), Belgisch jazzcomponist en jazzpianist
- Esmee Vermeulen (1996), Nederlands zwemster
- Fien Vermeulen (1991), Nederlands nieuwslezeres
- François Vermeulen (1901-1989), Belgisch schrijver
- Frans Vermeulen (1943), Nederlands voetballer en voetbalcoach
- Frederic Vermeulen (1974), Belgisch econoom en hoogleraar
- Geert Vermeulen, Vlaams acteur en scenarist
- Gijs Vermeulen (1981), Nederlands roeier
- Hans Vermeulen (1947-2017), Nederlands zanger en muzikant
- Henri Vermeulen (1877-1953), Nederlands voetbalscheidsrechter en notaris
- Herman Vermeulen (1954), Belgisch voetbaltrainer
- Inge Vermeulen (1985-2015), Nederlands hockeyster
- Jaap Jan Vermeulen (1955), Nederlands taxonoom en orchideeën- en molluskenspecialist
- Jan Vermeulen (1954), Belgisch pianist
- Jan Vermeulen (1970), Belgisch advocaat en politicus
- Jeff Vermeulen (1988), Nederlands wielrenner
- Jo Vermeulen (1904-1968), Nederlands voetbaldoelman
- Jo Vermeulen (1953), Belgisch politicus
- John Vermeulen (1941–2009), Vlaams journalist en schrijver
- Jonas Vermeulen (1990), Belgisch acteur
- Joop Vermeulen (1907-1984), Nederlands langeafstandsloper
- Joran Vermeulen (2000), Nederlands voetballer
- Jorn Vermeulen (1978), Belgisch voetballer
- Kevin Vermeulen (1990), Nederlands voetballer
- Klaas Vermeulen (1988), Nederlands hockeyer
- Lisanne Vermeulen (1985), Nederlands voetbalster
- Lo Vermeulen (1921-2014), Belgisch scenarioschrijver
- Matthijs Vermeulen (1888-1967), Nederlands componist, pseudoniem van Matheas van der Meulen
- Moniek Vermeulen (1959), Vlaams schrijfster
- Peter Vermeulen (1962), Vlaams pedagoog
- Petrus Jacobus Franciscus Vermeulen (1846-1913), Nederlands politicus
- Pierre Vermeulen (1956), Nederlands voetballer en voetbaltrainer
- Piet Vermeulen (1908-1996), Nederlands schilder
- Rick Vermeulen (1950), Nederlands grafisch ontwerper
- Roelof Vermeulen (1895-1970), Nederlands ingenieur
- Sabine Vermeulen (1971), Belgisch politica
- Sanneke Vermeulen (1992), Nederlands paralympisch sportster
- Sita Vermeulen (1980), Nederlands zangeres
- Sjerstin Vermeulen (1972), Nederlands paralympisch sportster
- Stefan Vermeulen (1983), Nederlands journalist en schrijver
- Thierry Vermeulen (2002), Nederlands autocoureur
- Thijs Vermeulen (1985), Nederlands basketballer
- Urbain Vermeulen (1940), Vlaams hoogleraar islamkunde en klassiek Arabisch
- Valentino Vermeulen (2001), Nederlands voetballer
- Wim Vermeulen (1936), Belgisch politicus
- Jean-Baptiste Vermeulen de Mianoye (1788-1872), Zuid-Nederlands en Belgisch edelman
- Frans Vermeyen (1943-2014), Belgisch voetballer
- Marnick Vermijl (1992), Belgisch voetballer
- Eddy Vermoesen (1952), Belgisch politicus
- Ellemieke Vermolen (1976), Nederlands tv-presentatrice, actrice en fotomodel
- Cornelis Vermuyden (1590-1677), Nederlands waterbouwkundige
- Jean-Luc Vernal (1944-2017), Belgisch journalist en stripauteur
- Jean Karl Vernay (1987), Frans autocoureur
- Jules Verne (1828-1905), Frans schrijver
- Henri Verneuil (1920-2002), Frans-Armeens filmmaker en scenarioschrijver
- Pierre Vernier (1580-1637), Frans wiskundige en uitvinder
- Jan Verniers (1928-2019), Belgisch advocaat, politicus en bestuurder
- Roel Verniers (1973-2011), Belgisch schrijver
- Telesphorus Vernieuwe (1857-1933), Belgisch activist in de Vlaamse beweging
- Willy Vernimmen (1930-2005), Belgisch syndicalist en politicus
- Anton Vernooij (1940-2025), Nederlands priester en kerkmusicus
- Cornelis Verolme (1900-1981), Nederlands industrieel
- Lieke Verouden (1990), Nederlands zwemster
- Eriek Verpale (1952-2015), Vlaams schrijver
- Fons Verplaetse (1930-2020), Belgisch econoom
- Oscar Verpoest (1922-2007), Belgisch dammer
- Frans Verpoorten (1924-1997), Nederlands schilder, beeldhouwer en graficus
- Frans Verpoorten jr. (1949-2025), Nederlands fotograaf
- Dávid Verrasztó (1988), Hongaars zwemmer
- Evelyn Verrasztó (1989), Hongaars zwemster
- Manu Verreth (1940), Vlaams acteur
- René Verreth (1940), Vlaams acteur
- Shirley Verrett (1931-2010), Amerikaans mezzosopraan en sopraan
- Louis Verreydt (1950-1977), Belgisch wielrenner
- Gustaaf Verriest (1843-1918), Belgisch arts, hoogleraar en schrijver
- Hugo Verriest (1840-1922), Vlaams priester en flamingant
- Jules Verriest (1946), Belgisch voetballer
- Ward Verrijcken (1973-2020), Belgisch journalist en filmrecensent
- Jojada Verrips (1942),  Nederlands cultureel antropoloog
- Tirza Verrips (1945-2023), Nederlands beeldhouwer en installatiekunstenaar
- Andrea del Verrocchio (1435-1488), Italiaans kunstenaar
- Jan Verroken (1917), Belgisch politicus
- Marc Verrydt (1962-2019), Belgisch atleet
- Donatella Versace (1959), Italiaans modeontwerpster
- Gianni Versace (1946-1997), Italiaans modeontwerper
- Giuseppe Versaldi (1943), Italiaans geestelijke
- Hermanus Eliza Verschoor (1791-1877), Nederlands landbouwer, politicus en bestuurder
- Richard Verschoor (2000), Nederlands autocoureur
- Otto Willem Arnold van Verschuer (1927-2014), Nederlands politicus
- Jolien Verschueren (1990-2021), Belgisch veldrijdster
- Michel Verschueren (1931-2022), Belgisch fysiektrainer en zakenman
- Sebastiaan Verschuren (1988), Nederlands zwemmer
- Luc Versele (1954), Belgisch bankier
- Julien Versieren (1898-1965), Belgisch vakbondsbestuurder en politicus
- Sotirios Versis (1879-1918), Grieks atleet
- Carina Versloot (1980), Nederlands paralympisch sportster
- Hans Versnel (1947-2017), Nederlands entertainer, presentator en zanger
- Machteld Versnel-Schmitz (1940-2019), Nederlands politica
- Jozef Versou (1904-1975), Vlaams schrijver
- Armand Verspeeten (1910-2001), Belgisch politicus en vakbondsbestuurder
- Cees Verspuij (1938-2024), Nederlands burgemeester
- Annelies Verstand (1949), Nederlands politica
- Annemarie Verstappen (1965), Nederlands zwemster
- Jos Verstappen (1972), Nederlands autocoureur
- Max Verstappen (1957), Nederlands poppenspeler en televisieproducent
- Max Verstappen (1997), Nederlands autocoureur
- Roland Verstappen (1958), Nederlands zanger
- Dave Versteeg (1976), Nederlands shorttracker
- Hans Versteeg (1948), Nederlands beeldhouwer
- Hendrik Johan Versteeg jr. (1878-1954), Nederlands politiecommissaris
- Marcel Versteeg (1965), Nederlands atleet
- Wytske Versteeg (1983), Nederlands schrijfster
- Frank Versteegh (1954), Nederlands piloot
- Theodora Versteegh (1888-1970), Nederlands zangeres
- Jan Versteegt (1889-1945), Nederlands predikant en verzetsman
- Jan Versteegt (1952-2025), Nederlands meteoroloog en presentator
- Sanne Verstegen (1985), Nederlands atlete
- Greet Versterre (1937-2016), Nederlands atlete
- Madelon Verstijnen (1916-2017), Nederlands persoon uit de Tweede Wereldoorlog
- Birger Verstraete (1994), Belgisch voetballer
- Bob Verstraete (1921-1993), Nederlands acteur
- Guus Verstraete jr. (1947-2014), Nederlands-Belgisch regisseur
- Guus Verstraete sr. (1914-1994), Nederlands-Belgisch acteur en regisseur
- Jeanne Verstraete (1912-2002), Belgisch/Nederlands actrice
- Louis Verstraete (1999), Belgisch voetballer
- Mieke Verstraete (1911-1990), Belgisch/Nederlands actrice
- Theodoor Verstraete (1850-1907), Belgisch kunstschilder
- Dany Verstraeten (1955), Belgisch journalist, nieuwslezer en presentator
- Edmond Verstraeten (1870-1956), Belgisch kunstschilder
- François Verstraeten (1887-1965), Belgisch wielrenner
- Frank Verstraeten (1969), Belgisch ondernemer en diskjockey, bekend onder het pseudoniem "DJ Fou"
- Gilles Verstraeten (1989), Belgisch politicus
- Jan Verstraeten (1978), Belgisch veldrijder
- Jari Verstraeten (1989), Belgisch wielrenner
- Jordy Verstraeten (1996), Belgisch voetballer
- Jos Verstraeten (1940), Belgisch minderbroeder en pastoor
- Julien Verstraeten (1939), Belgisch politicus
- Liesbet Verstraeten (?), Belgisch actrice
- Maria Verstraeten (1898-2000), Belgisch onderwijzeres
- Mike Verstraeten (1967), Belgisch voetballer
- Triphon Verstraeten (1920-1946), Belgisch wielrenner
- Wim Verstraeten (1957), Belgisch ballonvaarder
- Jolanda Verstraten (1983), Nederlands atlete
- Johan Verstreken (1964), Belgisch presentator en politicus
- Liesbeth Verstreken (1964), Belgisch advocate en politica
- Jurgen Verstrepen (1966), Vlaams radio- en televisiepresentator en politicus
- Norbert Verswijver (1948-2021), Belgisch activist
- Nolle Versyp (1936-2006), Vlaams acteur en vertaler
- Oswald Versyp (1939-2014), Vlaams acteur
- Dominique Verté (1958), Belgisch hoogleraar en bestuurder
- Petrus Vertenten (1884-1946), Belgisch missionaris
- Robert Vertenueil (1965), Belgisch vakbondsbestuurder
- Jules Vertessen (1901-1984), Belgisch politicus
- Aleksandr Vertinski (1889-1957), Russisch zanger
- Sara Vertongen (1976), Vlaams actrice
- Jan Vertonghen (1987), Belgisch voetballer
- Marinus Vertregt (1897-1973), Nederlands wetenschapper
- Lucius Verus (130-169), Romeins keizer
- Hilde Vervaet (1964), Belgisch atlete
- Imke Vervaet (1993), Belgisch atlete
- Roué Verveer (1972), Surinaams-Nederlands cabaretier, presentator en acteur
- Marc Vervenne (1949), Vlaams theoloog
- Wilma Verver (1958), Nederlands burgemeester
- Camille Vervier (1827-1898), Belgisch politicus en edelman
- Karel-August Vervier (1789-1872), Zuid-Nederlands en Belgisch politicus en schrijver
- Emile Verviers (1886-1968), Nederlands econoom, fascist, journalist en publicist
- Adolf Vervliet (?), Belgisch syndicalist en politicus
- Jonathan Vervoort (1993), Belgisch voetballer
- Marieke Vervoort (1979-2019), Belgisch paralympisch sportster
- Inge Vervotte (1977), Belgisch politicus
- Bastin Verweij (1983), Nederlands voetballer
- Ben Verweij (1895-1951), Nederlands voetballer
- Bob Verweij (1986) Nederlands voetballer
- Bull Verweij (1909-2010), Nederlands ondernemer, financier van Radio Veronica
- Hans Verweij (1928-2011), Nederlands schilder
- Koen Verweij (1990), Nederlands schaatser
- Michiel Verweij (1964), Nederlands classicus
- Vincent Verweij (1963), Nederlands ondernemer en tv-regisseur
- Adriaen Verwer (ca.1655-1717), Nederlands filosoof en taalkundige
- George Verwer (1938-2023), Amerikaans-Britse zendeling en schrijver
- Albert Verwey (1865—1937), Nederlands letterkundige
- Bastiaan Verwey (1949), Nederlands psychiater
- Evert Verwey (1905—1981), Nederlands scheikundige
- Fleur Verwey (2000), Nederlands actrice
- Harriette Verwey (1951), Surinaams-Nederlands cardioloog
- Kees Verwey (1900—1995), Nederlands schilder
- Laurent Verwey (1884—1913), Nederlands kunstenaar
- Mea Verwey (1892-1978), Nederlands uitgeefster en letterkundige
- Margaretha Verwey (1867-1947), Nederlands kunstenaar
- Stefan Verwey (1946-2024), Nederlands cartoonist en striptekenaar
- Hilda Verwey-Jonker (1908-2004), Nederlands politica en sociologe
- Marc Verwilghen (1952), Belgisch politicus
- Harold Verwoert (1968), Nederlands acteur en popmuzikant

## Ves

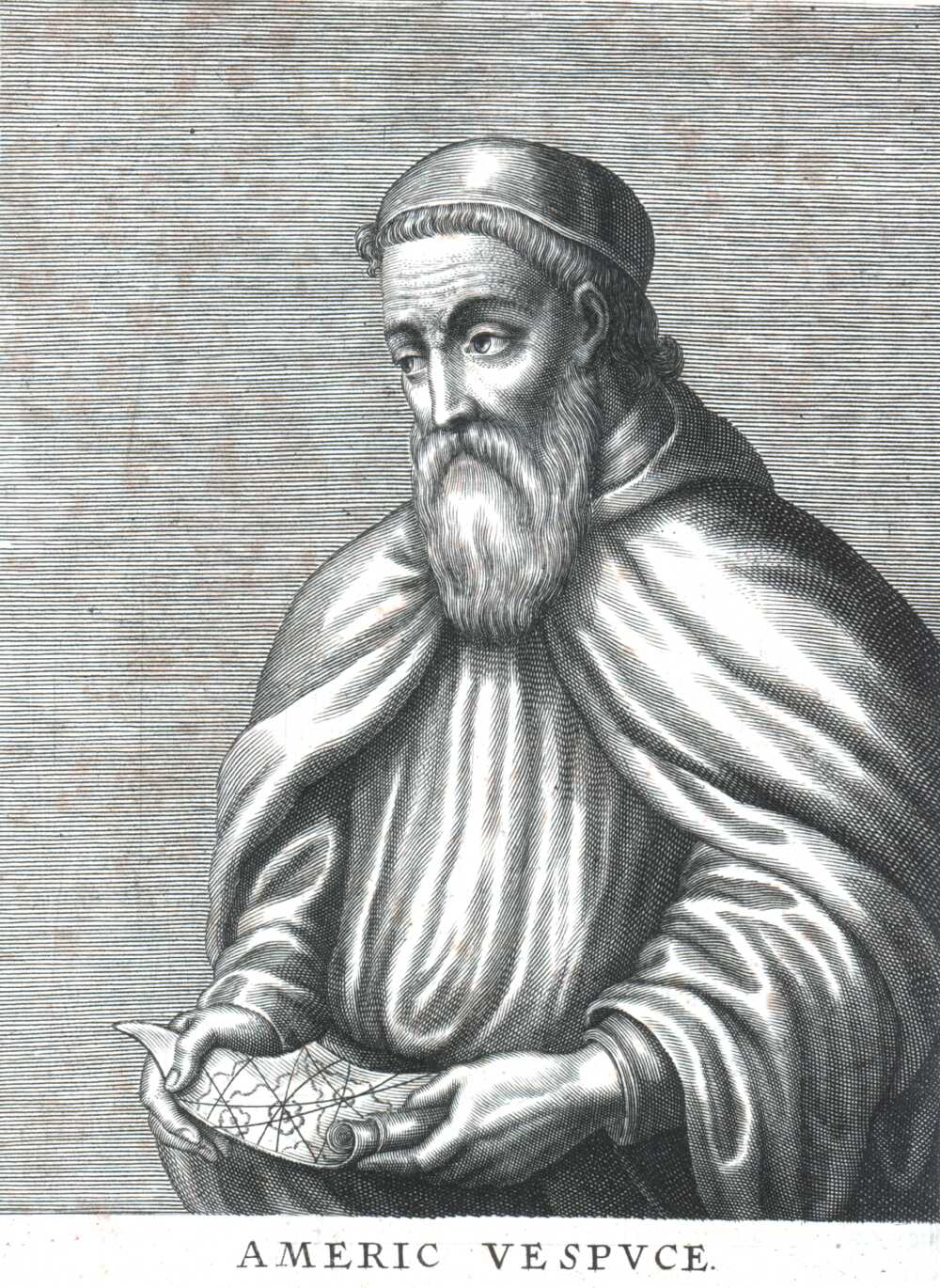
Amerigo Vespucci

- Andreas Vesalius (1514-1564), Belgisch anatoom
- Branka Veselinović (1918-2023), Servisch actrice
- Jindřich Veselý (1885-1939), Tsjechisch onderzoeker van marionetten en auteur van poppenspelen
- Vítězslav Veselý (1983), Tsjechisch atleet
- Milovan Vesnić (1976), Servisch autocoureur
- Amerigo Vespucci (1451-1512), Italiaans ontdekkingsreiziger
- Simon Vestdijk (1898-1971), Nederlands schrijver
- Frederik Vesti (2002), Deens autocoureur

## Vet
- Ben Vet (1968), Nederlands atleet
- Eduard Veterman (1901-1946), Nederlands schrijver en verzetsman
- Viliam Veteška (1953-2009), Slowaaks politicus
- Igor Vetokele (1992), Belgisch voetballer
- Sebastian Vettel (1987), Duits autocoureur
- Anouk Vetter (1993), Nederlands atlete
- Jack Vettriano (1951), Brits kunstenaar

## Vey
- Paul Veyne (1930-2022), Frans historicus
- Danny Veyt (1956), Belgisch voetballer

## Vez
- Valentina Vezzali (1974), Italiaans schermster en parlementslid